# 色冠
色冠（いろかんむり）または青冠（あおかんむり）は、百人一首の絵札を利用したごいたに似たカードゲームである。

## 用具
百人一首の絵札を利用する。絵札は、描かれている人物によって以下のように分類される。各札が何枚あるかは使う百人一首のセットによって異なる。
- 天智天皇
- 持統天皇
- 僧侶
- 女性
- 男性 - かぶっているものによって以下のように分類される。
  - 矢五郎
  - 縦烏帽子
  - 横烏帽子
  - 黒冠
    - 一部を色冠として黒冠と別物とする場合もある

## 遊び方
2人対2人の4人で行われる。パートナーが向かいに来るように席を決める。
1. 全員に札を配る（1人25枚）。
2. 親は、手札から任意の1枚を場に出す。これを「攻める」という。ごいたの場合は1枚裏向きで出してから攻めの1枚を出すが、色冠では攻めの1枚しか出さない。
3. 札が出されたら、右隣の人は
  1. 同じ種類の札を持っていたらその札を出すことができる。これを「受ける」という。受けたら新しい親となり、新しい攻め札を出す。
  2. 同じ種類の札を持っていないか、持っていても出したくなかったらパスをし、次の人が新しい親となり新しい攻め札を出す。ごいたとは異なり、親の次の人がパスをしたらその時点で親が出した攻め札を受けることは誰もできなくなり、その次の人が新しい親になる。
4. 3を繰り返し、最初に手札を無くした人のチームが勝ちである。

天智天皇と持統天皇は特殊な札である。天智天皇は全ての攻め、持統天皇は天智天皇以外の攻めに対する受けとして使用することができる。ごいたでいう「王」みたいな札であるが、「王」で受けることができない「香」や「し」のような札は色冠にはない。また、ごいたの「王」とは違い、攻めに出す場合の条件はなく、いつでも攻めに出せる。持統天皇が攻めに出された場合、次の人は天智天皇以外で受けることはできず、天智天皇が攻めに出された場合、次の人はこれを受けることができない（自動的にパスになる）。